# Scott Andrews
Scott Andrews (Irvine, 14 juni 1989) is een Schotse curler. Hij speelt bij Curl Aberdeen en wordt getraind door Soren Gran.

## Biografie
Hij maakte zijn debuut in het professionele curling bij Galston Haymout Curling Club. Na het behalen van het Schotse kampioenschap met Curl Aberdeen won hij met deze club op 6 april 2011 de zilveren medaille tijdens het wereldkampioenschap in Canada. Andrews maakte deel uit van het Britse team dat in 2014 zilver behaalde bij de Olympische Winterspelen in Sotsji.

## Prestaties
Hieronder is in verschillende tabellen te zien wat Andrews in zijn loopbaan als curler allemaal heeft bereikt.

### Olympische Spelen
| Editie | Plaats | Eindklassering | Prijs  |
| ------ | ------ | -------------- | ------ |
| 2014   | Sotsji | 2e             | Zilver |

### Wereldkampioenschap curlen
| Editie | Land        | Plaats   | Eindklassering | Prijs  |
| ------ | ----------- | -------- | -------------- | ------ |
| 2011   | Canada      | Regina   | 2e             | Zilver |
| 2012   | Zwitserland | Bazel    | 2e             | Zilver |
| 2013   | Canada      | Victoria | 3e             | Brons  |

### Europees kampioenschap curlen
| Editie | Land      | Plaats    | Eindklassering | Prijs |
| ------ | --------- | --------- | -------------- | ----- |
| 2013   | Noorwegen | Stavanger | 3e             | Brons |

### Wereldkampioenschap curlen voor jongeren
| Editie | Land        | Plaats | Eindklassering | Prijs  |
| ------ | ----------- | ------ | -------------- | ------ |
| 2010   | Zwitserland | Films  | 2e             | Zilver |